# Hrdlořezy
Hrdlořezy (en allemand : Herdlosches) est une commune du district de Mladá Boleslav, dans la région de Bohême-Centrale, en République tchèque. Sa population s'élevait à 705 habitants en 2020.

## Géographie
Hrdlořezy se trouve à 8 km au sud-est de Bělá pod Bezdězem, à 5 km au nord-ouest de Mladá Boleslav et à 53 km au nord-est de Prague.
La commune est limitée par Bělá pod Bezdězem au nord, par Bítouchov à l'est, par Mladá Boleslav au sud-est, par Bukovno au sud-ouest et par Čistá à l'ouest.

## Histoire
La première mention écrite de la localité date de 1406.